# Света Троица (Подлес)
Вижте пояснителната страница за други значения на Света Троица.
„Света Троица“ (на македонска литературна норма: „Света Троица“) е възрожденска православна църква във велешкото село Подлес, централната част на Северна Македония, част от Градската енория на Повардарската епархия на Македонската православна църква – Охридска архиепископия.
Църквата е гробищен храм. Изградена е в периода 1840 – 1850 година от видния представител на Дебърската школа Андон Китанов. В 2001 година е направена цялостна реконструкция на храма.